# 陈氏小宗祠
陈氏小宗祠，位于中国广东省湛江市坡头区南三岛田头村，为湛江市的一个市、县级文物保护单位，类型为古建筑，公布时间为1999年9月15日。
陈氏小宗祠的历史年代为清代。